# 朱奠墠
瑞昌恭僖王朱奠墠（1420年7月19日—1477年2月16日），號東門，明朝寧藩第一代瑞昌王，寧惠王朱磐烒的庶第二子。

## 生平
永樂十八年六月初九日（1420年7月19日）生。宣德元年（1426年）七月，獲賜名奠墠。正統四年（1439年）五月，封鎮國將軍。正統五年（1440年）二月，獲賜冠服。景泰二年（1451年），進封瑞昌王。
成化十三年二月初三日（1477年2月16日），朱奠墠去世，享年五十八歲，諡號恭僖。一年後，嫡長子朱覲鐊襲爵。

## 家庭

### 妻
- 嚴氏（1423年－1494年），嚴志女[1]，正統五年（1440年）冊為鎮國將軍夫人[7]，景泰二年（1451年）冊為瑞昌王妃

### 子孫
- 嫡長子：瑞昌王長子→瑞昌榮安王朱覲鐊
- 第二子：鎮國將軍朱覲鏅（1444年6月20日－1509年4月30日），號竹泉[8]，天順二年（1458年）賜名[9]
  - 第一子：輔國將軍朱宸沖[10]，號松月[11]
    - 第一子：奉國將軍朱拱椯[10]，號五雲[12]，弘治十年（1497年）授誥命冠服[13]
      - 第一子：鎮國中尉朱多焢[10]，號賓玉[14]
        - 第一子：輔國中尉朱謀埈[10]
          - 第一子：奉國中尉朱統欽[15]

        - 第二子：輔國中尉→庶人朱謀𧼨[15]，萬曆三十六年（1608年）因偽雕印信革為庶人，發閒宅禁住[16]，天啟三年（1623年）獲釋[17]

    - 第二子：奉國將軍朱拱析[10]，號雲崖[12]，嘉靖十六年（1537年），明世宗從其請求，賜《大學衍義》一部[18]
      - 第二子：鎮國中尉朱多煊[15]，號思軒[14]
        - 第一子：輔國中尉朱謀墧[15]

      - 第一子：鎮國中尉朱多炫[10]，號賓桂[19]，嘉靖三十九年（1560年）以捐祿米銀買田五百餘畝輸之南昌學宮，受明世宗賜敕獎勵[20]
        - 第一子：輔國中尉朱謀㙎[15]
          - 第一子：奉國中尉朱統鉞[15]
          - 第二子：奉國中尉朱統鋈[15]
          - 第三子：奉國中尉朱統鉜[15]
          - 第四子：奉國中尉朱統釴[15]

        - 第二子：輔國中尉朱謀𩀐[15]

      - 第二子：鎮國中尉朱多𤍿[10]，號少岩[19]，嘉靖三十九年（1560年）以捐祿米銀買田五百餘畝輸之南昌學宮，受明世宗賜敕獎勵[20]
        - 第一子：輔國中尉朱謀坎[15]

  - 第二子：輔國將軍朱宸渠[10]，號竹石[11]，嘉靖十年（1531年）復祿米三分之一[21]
    - 第一子：奉國將軍朱拱枘[10]，號賁白[12]，弘治十年（1497年）授誥命冠服[13]，以孝行多次受明世宗褒獎[22][23]，嘉靖十八年（1539年）進大禮頌一章[24]
      - 第一子：鎮國中尉朱多炘[10]，號夢江[19]，奉敕管理瑞昌府事[25]
      - 第二子：鎮國中尉朱多𭴌[10]，號夢石[19]
        - 第一子：輔國中尉朱謀𧻶[15]
        - 第二子：輔國中尉朱謀𠽯[15]
        - 第三子：輔國中尉朱謀堦[15]

      - 第三子：鎮國中尉朱多熹[15]，號夢白[19]
        - 第一子：朱謀墟，未封[15]
        - 第二子：朱謀㙉，未封[15]

    - 第二子：奉國將軍朱拱椳[10]，號虛白[12]
      - 第一子：鎮國中尉朱多燉[10]，號洪山[19]，奉敕管理瑞昌府事[15]，配范氏，嘉靖二十六年（1547年）封恭人[26]
        - 第一子：輔國中尉→庶人→輔國中尉朱謀壄[15]，萬曆五年（1577年）因其為擅婚所生，革爵[27]，萬曆二十一年（1593年）復爵[26]
        - 第二子：輔國中尉→庶人→輔國中尉朱謀墫[15]，萬曆五年（1577年）因其為擅婚所生，革爵[27]，萬曆二十一年（1593年）復爵[26]
          - 第一子：奉國中尉朱統⿰金鞘[15]

        - 第三子：輔國中尉→庶人→輔國中尉朱謀堂[15]，萬曆五年（1577年）因其為擅婚所生，革爵[27]，萬曆二十一年（1593年）復爵[26]
        - 第四子：輔國中尉→庶人→輔國中尉朱謀塇[15]，萬曆五年（1577年）因其為擅婚所生，革爵[27]，萬曆二十一年（1593年）復爵[26]
        - 第五子：輔國中尉朱謀𧼎[15]，一作「朱謀𧽽」[26]

    - 嫡三子：奉國將軍朱拱槄[10]，號堅白[28]，弘治六年（1493年）賜名[29]，嘉靖十年（1531年）復祿米三分之一[21]
      - 第一子：鎮國中尉朱多煡[10]，號一山[30]，奉敕管理瑞昌府事[25]
        - 第一子：輔國中尉朱謀墇[10]
          - 第一子：奉國中尉朱統鈳[15]

        - 第二子：輔國中尉朱謀埥[10]
          - 第一子：奉國中尉朱統鎕[15]

        - 第三子：輔國中尉朱謀墊[10]
          - 第一子：奉國中尉朱統鐩[15]

    - 第四子：奉國將軍朱拱榣[10]，號季白[28]，嘉靖十八年（1539年）明世宗賜其書樓名尊賜[31]
      - 第一子：鎮國中尉朱多𤏳[15]（1530年11月2日—1607年4月10日），字宗良[32]，號貞湖[30]，著有《國香集》，王世貞為之作序[33]，其長子朱謀奎為其撰行狀，李維楨為之撰墓誌銘。元配傅氏，封恭人。內助李氏[34]
        - 第一子：輔國中尉朱謀奎[15]，生母余氏，娶劉氏，封宜人，繼陳氏[34]
        - 第二子：輔國中尉朱謀遠[15]，生母余氏，娶徐氏，封宜人[34]
          - 第一子：奉國中尉朱統錑[15]，娶吳氏[34]
          - 第二子：奉國中尉朱統鏞[15]，娶楊氏[34]
          - 第一女：嫁楊震邦[34]
          - 第二女：嫁楊氏[34]
          - 孫：朱某三人，幼，未賜名[34]

        - 第三子：輔國中尉朱謀雅[15]，生母李氏，娶羅氏，封宜人，繼成氏[34]
        - 第四子：輔國中尉朱謀勤[15]，生母李氏，娶李氏[34]
        - 第一女：嫁吳鵬舉[34]

      - 第二子：鎮國中尉朱多烊[10]，號豫江[30]
        - 第一子：輔國中尉朱謀堅[15]

      - 第三子：鎮國中尉朱多燽[15]，號松門[30]
        - 第一子：輔國中尉→庶人朱謀𡒉[15]，萬曆三十六年（1608年）因姦淫親屬革為庶人[16]
        - 第二子：輔國中尉朱謀祛[15]

  - 第三子：輔國將軍朱宸淞[10]，號蘭石[11]
    - 嫡長子：奉國將軍朱拱欀[10]，號曉白[28]，弘治六年（1493年）賜名[29]
      - 第一子：鎮國中尉朱多烄[10]，號南豫[30]
        - 第一子：輔國中尉朱謀垾[10]
          - 第一子：奉國中尉朱統鈅[15]
            - 第一子：奉國中尉朱議淵[15]

        - 第二子：輔國中尉朱謀埩[10]
          - 第一子：奉國中尉朱統鋍[15]
          - 第二子：奉國中尉朱統錂[15]
          - 第三子：奉國中尉朱統[15]

        - 第三子：輔國中尉朱謀墨[10]
          - 第一子：奉國中尉朱統鈋[15]

        - 第四子：輔國中尉朱謀堘[15]
          - 第一子：奉國中尉朱統𨨭[15]

    - 嫡次子：朱拱櫯，號月軒[28]，弘治十一年（1498年）賜名[35]
    - 嫡四子：朱拱榞，號蒼崖[28]，弘治十八年（1505年）賜名[36]
- 第三子：鎮國將軍朱覲鈂（1448年1月25日－1506年6月1日），號溥泉[37]，成化二年（1466年）賜名[38]
  - 第一子：輔國將軍朱宸浣[15]，號梅月[11]，弘治六年（1493年）授誥命冠服[39]，因參與寧王之亂送鳳陽高墻，後回府[10]
    - 嫡長子：朱拱椅，弘治十七年（1504年）賜名[40]，嘉靖江西省大志未載，疑早夭
    - 子：庶人朱拱桙[10]，號牟之[28]
      - 第一子：庶人朱多煔[10]